# Тійна Ліллак
Ільсе Крістійна Ліллак (фін. Ilse Kristiina Lillak; нар. 15 квітня 1961) — фінська легкоатлетка, яка спеціалізувалася на метанні списа.

## Спортивні досягнення
Срібна олімпійська призерка з метання списа (1984). Брала участь у змаганнях з метання списа на двох інших Олімпіадах (1980, 1988), на яких обидва рази не вдавалось подолати кваліфікаційний раунд.
Перша в історії чемпіонка світу з метання списа (1983). Фіналістка (6-е місце) змагань з метання списа на чемпіонаті світу (1987).
Двічі була четвертою (1982, 1986) та одного разу дев'ятою (1990) у змаганнях з метання списа на чемпіонатах Європи.
Семиразова чемпіонка Фінляндії з метання списа (1980, 1981, 1983, 1985, 1986, 1987, 1990).
Авторка двох світових рекордів з метання списа — 72,40 (1982) та 74,76 (1983).

## Визнання
- Спортсменка року в Фінляндії (1983)